# Drymoea resurgens
Drymoea resurgens là một loài bướm đêm trong họ Geometridae.